# Врангель, Елена Карловна
Баронесса Еле́на Ка́рловна Вра́нгель (11 (23) июня 1835 года — 3 (16) ноября 1906 года) — русская художница, почётный вольный общник Академии художеств.

## Биография
Дочь генерала от кавалерии барона К. Е. Врангеля.
Посещала вольнослушательницей классы МУЖВЗ (1865—1866); с 1867 года занималась живописью под руководством В. О. Шервуда. В 1869 году впервые экспонировалась на выставке МОЛХ и получила малую серебряную медаль за акварель; затем регулярно её работы появлялись на выставках Императорской Академии художеств.
В 1870 году за акварели «Сцена из малороссийской жизни» и «Просёлок» получила звание неклассного (свободного) художника; в 1872 года, за картину «Встреча» — большую поощрительную медаль. В 1873 году принимала участие во Всемирной выставке в Вене. В 1875 году за картину «Борющиеся быки» была удостоена звания почётного вольного общника Академии художеств.
С 1875 года жила в Санкт-Петербурге, где стала брать уроки у П. П. Чистякова.
В 1897—1900 годах училась в парижской Академии Жюльена.
Член Императорского Общества поощрения художеств с 1882, член-учредитель Первого Дамского художественного кружка (1882), участвовала в его выставках (1884—1904). В 1893 году экспонировала свои работы на Всемирной выставке в Чикаго.

### Работы

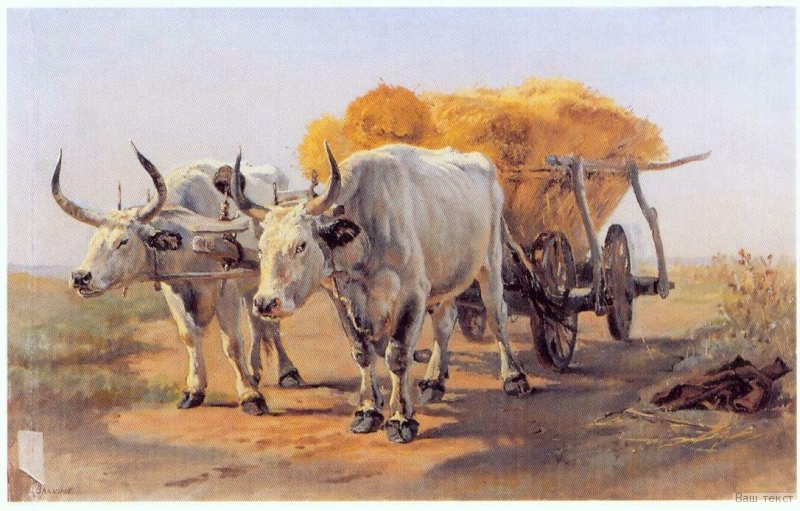
Е. К. Врангель. Волы

Е. К. Врангель — автор живописных произведений: «Крестьянин в дороге» (1872), «Портрет княгини Р.» (1883), «Портрет старика» (1884), «Урок пахаря» (1884), «Одноколка Псковской губернии» (1886), «На отдых» (1887), «Портрет собаки» (1887), «Возвращение стада в полдень» (1888), «Речка» (1888), «В лесу» (1889), «Фламандский рыбак», «Бабушка с внучкой», «На пашне», «У водопоя»; акварелей: «Деревенская лошадь в лесу», «Святки. С ёлками в город», «Беседа», «Дуняша», «Лошади на водопое». Её работы выставлялись на выставках Санкт-Петербургского общества художников (1891—1897), Общества русских акварелистов (1892—1897) и репродуцировались на открытках, издававшихся Общиной Св. Евгении (издательства Красного Креста). В 1896 году художница принимала участие во Всероссийской промышленной и художественной выставке в Нижнем Новгороде и Всемирных выставках в Вене (1873) и Чикаго (1893).
На посмертной выставке в 1907 году было представлено 106 работ художницы. Произведения Е. К. Врангель имеются в ряде музейных собраний, в их числе: Третьяковская галерея, Латвийский Национальный художественный музей, Ульяновский областной художественный музей.